# Проняєв Володимир Іванович
Володи́мир Іва́нович Проня́єв (нар. 24 березня 1941 — пом. 11 жовтня 1997) — радянський вчений у галузі ембріотопографії та нормальної анатомії, доктор медичних наук (1986), професор (1989), завідувач кафедри топографічної анатомії та оперативної хірургії Чернівецького медичного інституту. Академік АН ВШ України та Української академії оригінальних ідей.

## Біографія
Народився 24 березня 1941 року в місті Красноармійську Донецької області.
У 1969 році закінчив Чернівецький медичний інститут за спеціальністю «лікувальна справа».
Після закінчення інституту працював асистентом кафедри анатомії людини, з 1986 року — доцент тієї ж кафедри.
З 1994 р — завідувач кафедри топографічної анатомії та оперативної хірургії.
Упродовж 1993–1997 рр. працював за сумісництвом деканом медичного факультету.

## Наукові інтереси
У 1973 році захистив кандидатську дисертацію «Розвиток та вікові особливості артерій нирки людини», в 1986 — докторську на тему «Морфологічне становлення концентраційного апарату нирки в онтогенезі людини та деяких хребетних тварин».
Автор 150 наукових праць, 12 винаходів.

## Нагороди і почесні відзнаки
- Заслужений працівник народної освіти України (1996).

## Родина
Одружений, дружина — Леся; має двох синів: Володимир та Дмитро.